# Miloš Nový
Miloš Nový (* 18. ledna 1960) je český politik, ekonom a vysokoškolský pedagog, v letech 2000 až 2006 děkan Fakulty ekonomické Západočeské univerzity. Od října 2021 poslanec Poslanecké sněmovny PČR, v letech 2018 až 2022 zastupitel města Plzeň, v letech 2010 až 2022 zastupitel městského obvodu Plzeň 2-Slovany, člen TOP 09.

## Život
Vystudoval gymnázium, v letech 1979 až 1984 absolvoval Fakultu elektrotechnickou ČVUT a v letech 1988 až 1993 Fakultu podnikohospodářskou VŠE v Praze. Od roku 1994 přednáší na Katedře ekonomie a kvantitativních metod Západočeské univerzity v Plzni teoretickou ekonomii a hospodářskou politiku. V letech 2000 až 2006 byl děkanem Fakulty ekonomické.

## Politické působení
V komunálních volbách v roce 2010 byl z pozice nestraníka za TOP 09 zvolen zastupitelem městského obvodu Plzeň 2-Slovany. Mandát zastupitele městského obvodu obhájil ve volbách v roce 2014 (nestraník za TOP 09) i ve volbách v roce 2018 (již jako člen TOP 09). V komunálních volbách v roce 2022 již do Zastupitelstva městského obvodu Plzeň 2-Slovany nekandidoval.
V komunálních volbách v roce 2010 kandidoval také z pozice nestraníka za TOP 09 do Zastupitelstva města Plzně, ale neuspěl. Zvolen nebyl ani jako nestraník za TOP 09 ve volbách v roce 2014. Uspěl až ve volbách v roce 2018 již jako člen TOP 09. V komunálních volbách v roce 2022 již do zastupitelstva Plzně nekandidoval.
V krajských volbách v roce 2016 kandidoval jako člen TOP 09 do Zastupitelstva Plzeňského kraje, ale neuspěl.
Ve volbách do Poslanecké sněmovny PČR v roce 2013 kandidoval jako nestraník za TOP 09 v Plzeňském kraji, ale neuspěl. Zvolen nebyl ani ve volbách v roce 2017, kdy kandidoval již jako člen TOP 09. Ve volbách do Poslanecké sněmovny PČR v roce 2021 kandidoval z pozice člena TOP 09 na 7. místě kandidátky koalice SPOLU (tj. ODS, KDU-ČSL a TOP 09) v Plzeňském kraji. Vlivem 4 794 preferenčních hlasů nakonec skončil čtvrtý, a stal se tak poslancem.
Ve sněmovních volbách v roce 2025 kandiduje na 4. místě kandidátní listiny koalice SPOLU v Plzeňském kraji.